# Anton Anno

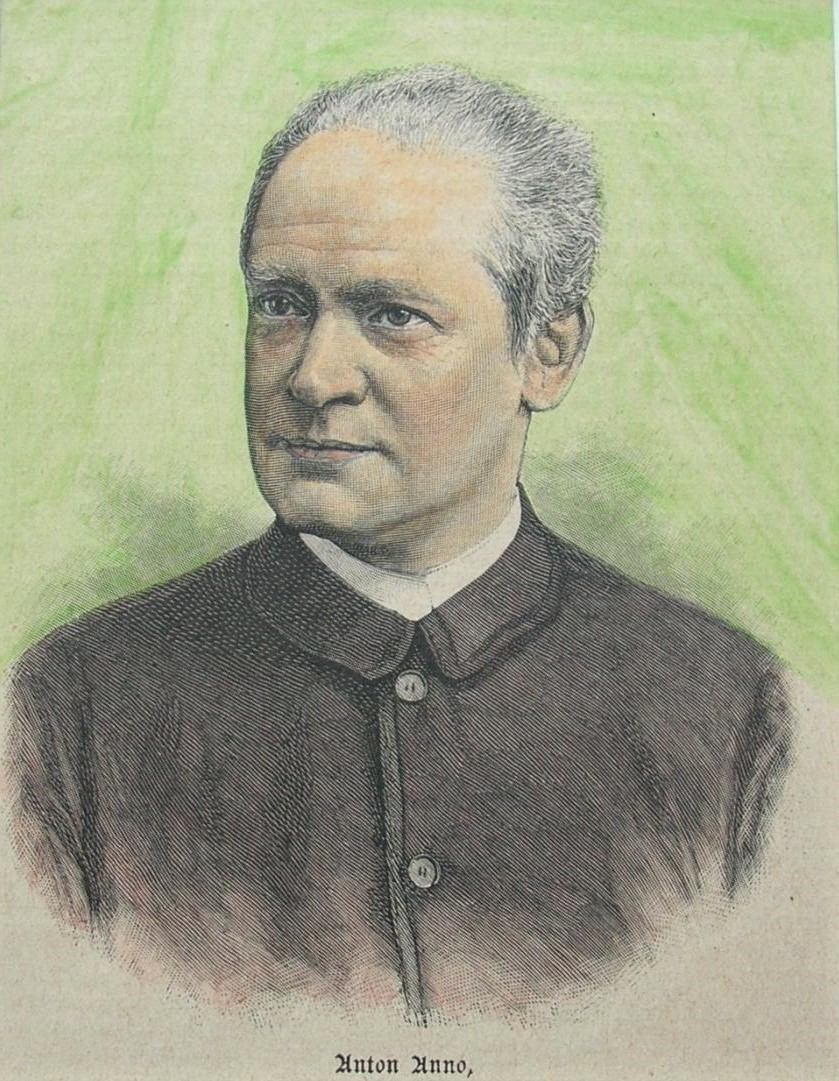
Anton Anno (1886)

Anton Anno (19. März 1838 in Aachen – 1. Dezember 1893 in Berlin) war ein deutscher Theaterschauspieler, Theaterregisseur, Theaterdirektor und Dramatiker.

## Leben
Anno, Sohn eines Theaterdieners, absolvierte zunächst eine Lehre als Blecharbeiter. 1856 stieg er in den Beruf seines verstorbenen Vaters am Stadttheater Aachen ein. 1860 war er Inspizient am Stadttheater Köln, dort übernahm er erste kleine Rollen. 1859 hatte er sein erstes Engagement als jugendlicher Komiker am Stadttheater Elberfeld. Es folgten Stationen an den Theatern von Heidelberg, Pforzheim, Offenbach am Main und Kreuznach.
1862 nahm er ein Engagement am Stadttheater Basel, 1863/1864 ein Gast-Engagement bei dem sächsischen Theater-Verbund Vereinigte Theater Plauen / Zwickau / Glauchau / Meerane an.
1866 war er Charakterkomiker in Detmold. Von 1867 bis 1872 spielte er an einem Varieté-Theater in Berlin und war danach bis 1874 Regisseur und erster Komiker am Stadttheater Köln. Es folgten Breslau (1874) und Hamburg (1875). Von 1876 bis 1880 spielte er am Hoftheater in Sankt Petersburg. Danach ging er nach Dresden und wurde dort Königlicher Hofschauspieler. 1884 übernahm er die Leitung des Berliner Residenztheaters, 1887 wurde er schließlich Direktor des Königlichen Schauspielhauses in Berlin und 1889 künstlerischer und technischer Leiter des Lessingtheaters in Berlin.
Verheiratet war er ab 1876 mit der Schauspielerin Charlotte Frohn († 1888), danach mit der Schauspielerin Lilli Petri (bürgerlicher Name Amalie Peterson; * 10. August 1863 in Köln; † 20. September 1915 in Baden bei Wien).
Anton Anno starb am 1. Dezember 1893 im Alter von 55 Jahren in Berlin während einer Grippewelle. Beigesetzt wurde er auf dem Friedhof I der Jerusalems- und Neuen Kirche vor dem Halleschen Tor. Sein Grab ist nicht erhalten.

## Werke
- Ballettschuhe, Posse
- Familie Hörner, Schwank
- Die beiden Reichenmüller, Volksstück